# 枝江站
枝江站是位于湖北省宜昌市枝江市安福寺镇的一个铁路车站，有焦柳铁路经过，邮政编码443212。车站现隶属武汉铁路局宜昌车务段，为三等站；车站是焦柳铁路上临近武汉局和广州局分界的区段站，办理列车解体与改编及货运业务，以及紫云地方铁路整车、集装箱发到过轨运输业务，不办理客运业务。货运主要办理整车货运发送、到达业务，主要发送品类为化肥、粮食等。
1969年11月，1970年12月修通，初名紫荆岭站。车站为焦柳铁路的区段站之一，设有12条股道，曾驻有有枝江机务段（原名紫荆岭机务段）、枝江电务车间、列检所、卫生所、水电工务领工区、房建领工区、铁路公安派出所、枝江铁通所、列车乘务值班室等单位。1996年，车站更名为枝江站。1997年开工修建往枝江城区中国石化湖北化肥厂的专用线，2000年5月12日通车:556-559。2005年暑运后，车站停办客运业务。2019年湖北省自营铁路紫云铁路开通。该铁路自本站出岔，分为枝云（枝江至云池）、枝姚（枝江至姚家港）两段，连接连接猇亭工业园、白洋物流园、姚家港化工园区，以及云池、白洋、田家河、姚家港四个港口。

## 车站结构
枝江站站房面积573平方米，其中候车厅368平方米、售票处20平方米、行包房112平方米。车站站场为一级二场布置，其中Ⅰ场为到发场，设有14条股道及2座旅客站台；Ⅱ场为编组场，设有8条股道。车站货场面积27500平方米，设有2条货物线。此外车站设有通往原枝江机务段（现属襄阳机务段）、国营四〇四厂和湖北化肥厂各一条:556-559。

## 事件
2010年8月9日，一辆枝江站驻站调机在调车时冲出车站牵出线，造成机车和两节货车脱轨并冲入柑橘林，未造成造成人员伤亡。